# ЗАЛА Ланцет
ЗАЛА Ланцет (званична ознака: Производ-51)  је беспилотна летелица (БПЛ) и лутајућа муниција коју је развила руска компанија ZALA Aero group (део Концерна Калашњиков) за Оружане снаге Руске Федерације. Први пут је представљеан у јуну 2019. на војном сајму Армија-2019 у Москви. Представља даљи развој лутајуће муниције ЗАЛА КУБ.

## Опис
ЗАЛА Ланцет се може користити и за извиђачке и за ударне мисије. Има максимални домет од 40 километара и максималну полетну масу  до 12 килограма. У борбеном режиму, може бити наоружан или високоексплозивним или фрагментационим бојевим главама.
Поседује оптичко-електронско навођење и ТВ јединицу за навођење, што омогућава контролу муниције током завршне фазе лета. Дрон има модуле интелигенције, навигације и комуникације. Према речима главног дизајнера Зала Аером, Александра Захарова, Ланцет се може користити у такозваној улози „ваздушног рударења“. У овој улози, дрон понире максималном брзином до 300 км/ч и погађа непријатељске борбене беспилотне летелице усред лета.
Ланцет се може лансирати преко катапултног лансера са копнених или морских платформи као што су патролни чамци класе Раптор. Дрон покреће електрични мотор.
Руски извори наводе да Ланцет кошта око 3 милиона рубаља (35.000 долара).
Ланцет користи Jetson TX2 модул компаније Nvidia као своју уграђену контролну опрему и Xilinx Zynq SoC модул Xilinxa, америчке компаније у власништву AMD-а, за имплементацију програмабилне логике.

## Оперативна историја
Ланцет је борбено тестиран у Сирији током руске војне интервенције у сиријском грађанском рату најкасније од новембра 2020. У априлу 2021. је употребљен у ударима против Тахрир ал-Шама у покрајини Идлиб.
Дана 8. јуна 2022, руска одбрамбена корпорација Ростех објавила је да су Ланцет и КУБ распоређени током руске инвазије на Украјину 2022. године. Месец дана касније појавио се први снимак њихове борбене употребе у Украјини. Крајем 2022. године, на друштвеним мрежама појавило се више видео снимака на којима се види како дронови Ланцет гађају разне украјинске војне циљеве, као што су системи противваздушне одбране, самоходне хаубице, тенкови и војни камиони.
Међу оштећеним или уништеним циљевима налазили су се ракетни системи С-300, ракетни систем Бук-М1, тенк Т-64, хаубице М777 и ФХ70 западне производње, као и самоходне хаубице М109, АХС Краб и ЦЕЗАР. Дана 4. новембра 2022, топовњача украјинске морнарице класе Гјурза-М оштећена је дроном Ланцет, што је први пут да је Ланцет напао поморску мету током рата.
У фебруару 2023. Ланцет је гађао и погодио ретки украјински тенк Т-84. У марту 2023, систем противваздушне одбране Стормер ХВМ који је испоручила Британија је први пут погодио Ланцет.
Док се иранске камиказа БПЛ великог домета Шехид-136 користе против украјинске енергетске инфраструктуре, Ланцет се користи као прецизно оружје на бојном пољу против војних циљева високе вредности, које обично лоцира извиђачки дрон пре него што се лансира.
Иако је забележено да је Ланцет погодио бројне украјинске мете, има и бројних промашаја. Чак и када погодио, не гарантује уништење, а понекад узрокује мању штету која се може поправити.
Форбс је тврдио Русија може бити спречена да производи Ланцете у великом броју због међународних санкција, пошто они зависе од увозне електронике и имају потешкоћа у проналажењу алтернатива.
Међутим, у јулу 2023. године, снимци телевизијских вести су приказали огроман нови погон са стотинама Ланцета који се производе и произвиђачима који су тврдили да се производња утростручује.
Према Орикс-у, холандској обавештајној веб страници отвореног кода, до 3. марта 2023. године, Ланцети  су постигли више од 100 погодака на украјинске мете током рата. Већина циљева били су вучна артиљерија и самоходни артиљеријски системи. Руски извор такође је изнео тврдње о високој ефикасности дрона.
Од пролећа 2023. године, украјинске снаге су почеле да постављају заштитне кавезе око својих артиљеријских оруђа користећи ланчану ограду, жичану мрежу, па чак и дрвене трупце као део изградње. Један аналитичар је за Радио Слободу рекао да су такви кавези „углавном намењени да ометају руску муницију Ланцет“. Фотографија наводно снимљена јануара 2023. показује задњу половину дрона Ланцет који није успео да детонира због таквих кавеза. Према томе, изгледа да употреба оваквих кавеза повремено успе. Исто тако, украјинске снаге су користиле мамце на надувавање и дрвене мамце, у облику возила и система наоружања, као што је ХИМАРС, да збуне и одврате нападе Ланцетом.
Дана 18. априла 2023. године, појавили су се извештаји о уништењу украјинског патролног чамца на реци Дњепар након што га је погодио Ланцет. Дана 27. априла 2023. видео је потврдио напад Ланцета на украјински ПВО систем ТОР. Дана 27. априла, на друштвеним мрежама су се појавили видео снимци који показују уништавање једног лансера 5П85С за ракетни систем С-300 и оштећење другог Ланцетима.
Током украјинске контраофанзиве 2023. године уништен је мултифункционални радар ТРМЛ-4Д из система ПВО ИРИС-Т немачке производње, као и тенк Леопард 2 А6 који је тешко оштећен од стране Ланцета. Дана 22. јула 2023, две беспилотне летелице Ланцет погодиле су станицу за управљање ватром и лансер украјинског система противваздушне одбране Аспиде, италијанске производње, при чему је станица за управљање ватром задобила директан погодак.
Према обавештајној веб страници LostArmour, до 27. септембра 2023, Ланцет је извршио укупно 659 напада на различито украјинско оружје од јула 2022. Међу њима, 207 циљева је уништено, док су 352 циа претрпела значајну штету. Ланцет није успео да погоди мету у 46 случајева, а резултати остају непотврђени за 52 напада. Више од половине Лансетових напада било је фокусирано на артиљеријске инсталације, укључујући 142 самоходне хаубице, 169 вучних хаубица/топова и минобацача, као и 20 вишецевних бацача ракета. Ланцет је уништио или оштетио 41 ПВО систем заједно са 54 радарска и комуникациона чворишта. Поред тога, дрон је проузроковао уништење или оштећење 89 тенкова, али и нешто мање количине друге технике.
Руски извори су 19. септембра 2023. потврдили да је Ланцет први пут извео напад на украјински ловац МиГ-29 стациониран у ваздухопловној бази Криви Рог, око 70 км од линије фронта на реци Дњепар, што указује да је максимални домет дрона био побољшан са раније декларисаних 40 км. МиГ је наводно погођен у близини пилотске кабине.

## Варијанте
Ланцет-3
Основна и већа варијанта са издржљивошћу од 40 минута са максималном носивошћу од 3, односно максимално полетном масом од 12 кг. Максимална брзина је 80-110 км/ч
Ланцет-1
Мања верзија Ланцета-3. Носи 1 кг терета и има максималну полетну масу од 5 кг. Издржљивост је 30 минута.
Изделије-53 (или Производ 53)
Најновија верзија Ланцета. Лансира из новог лансера, који има 4 лансирне цеви за 4 Ланцета.
Ове летелице могу да преносе информације између себе о метама и њиховој концентрацији и да нападну потпуно аутономно, бирајући мете на основу унапред постављених услова. Имају повећану максималну носивост од 5 кг.
Руске трупе у Украјини почеле су да користе надограђену лутајућу муницију Ланцет са продуженом истрајношћу лета од једног сата и снажнијом бојевом главом тешком више од пет килограма, што је најмање два килограма више од основне верзије летелица.
За напад на људство се користе Ланцети са високоексплозивном фрагментираном или термобаричном бојевом главом, а оклопна возила са високоексплозивном противтенковском (кумулативном) бојевом главом. Надограђена варијанта носи ознаку Изделије 51, док је оригинална, са бојевом главом од три килограма, означена као Изделије 52 и наводно је такође надограђена већом бојевом главом и новим ЕО системом за навођење од марта 2023.

## Оператери
Русија
- Руска копнена војска